# Crassula nudicaulis
Crassula nudicaulis là một loài thực vật có hoa trong họ Crassulaceae. Loài này được L. miêu tả khoa học đầu tiên năm 1753.

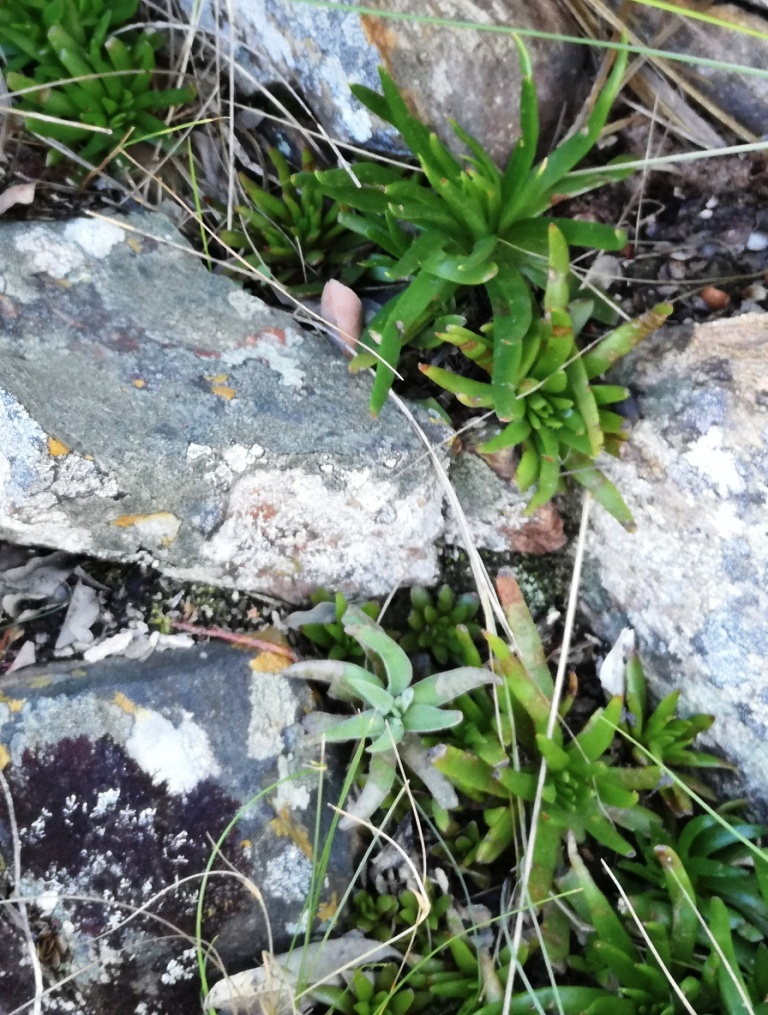
Both hairy and smooth-leaved Crassula nudicaulis var. nudicaulis specimens of a long-leaved form

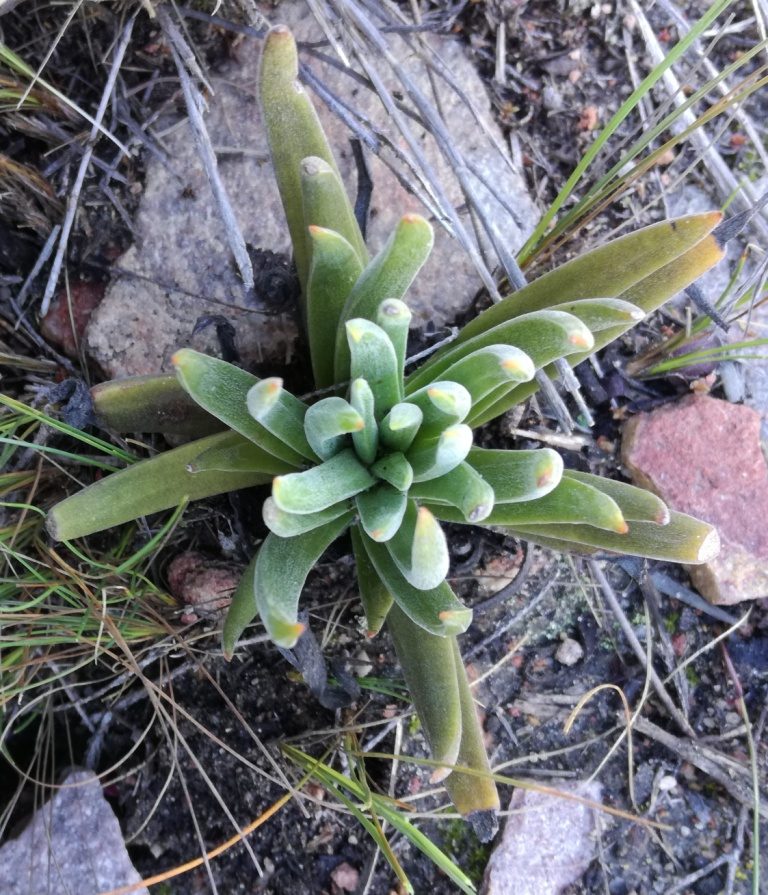
C. nudicaulis var. nudicaulis
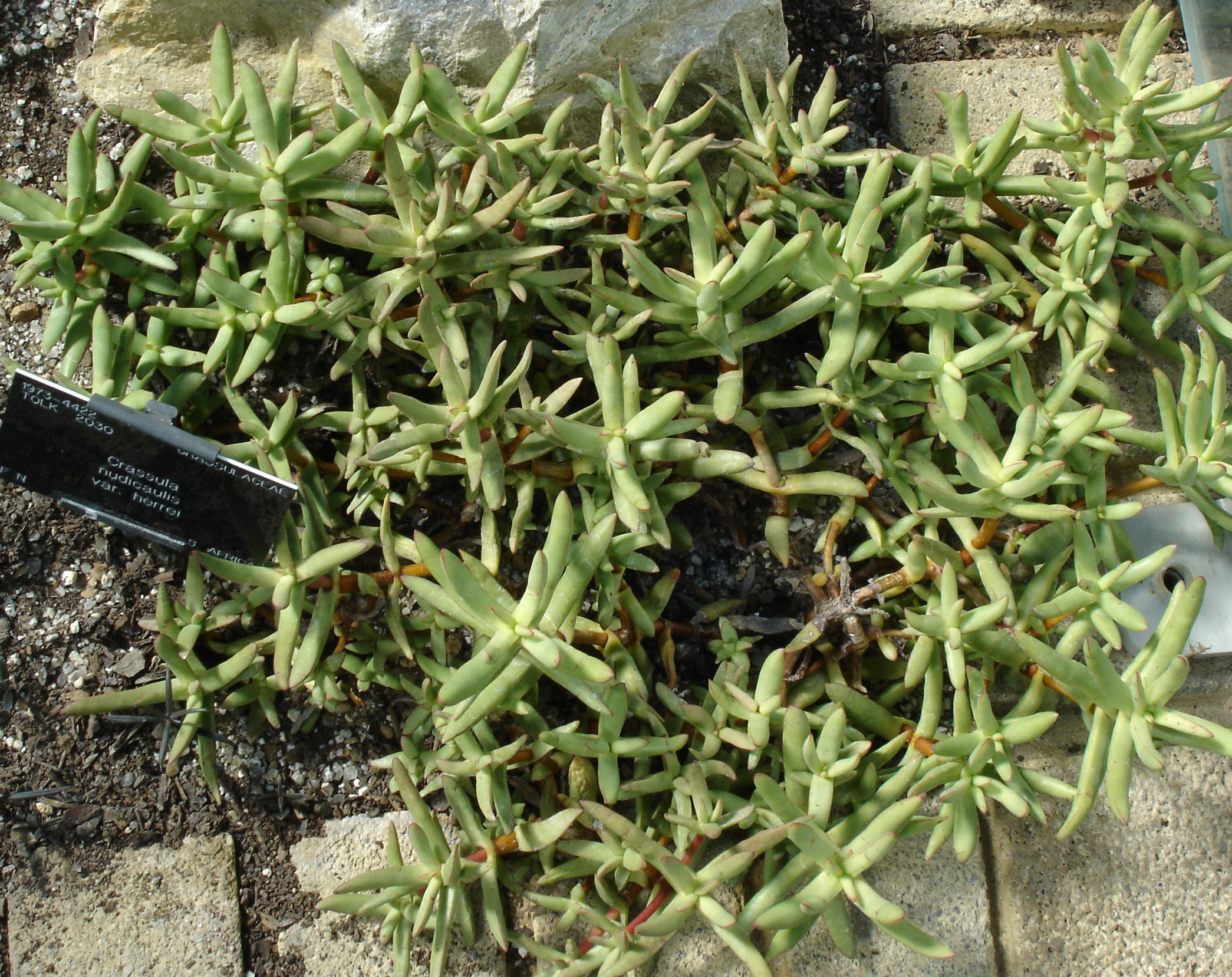
C. nudicaulis var. herrei from the Namaqualand and Richtersveld regions.
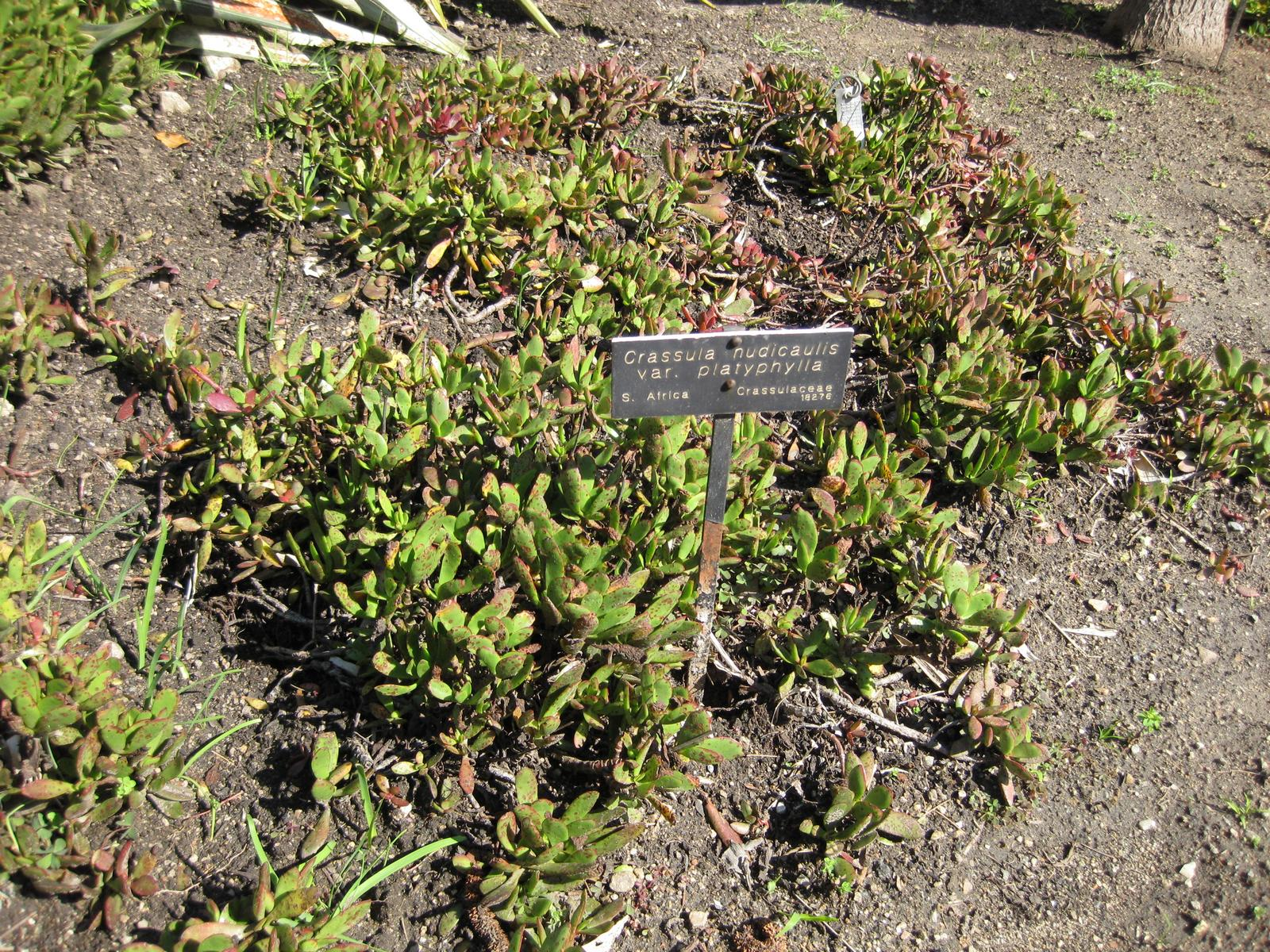
C. nudicaulis var. platyphylla from the southern Karoo region